# Alexandre Tcherniakhivski
Alexandre Grigorievitch Tcherniakhivski (en russe : Александр Григорьевич Черняховский ; en ukrainien : Олександр Григорович Черняхівський, Oleksandr Hryhorovytch Tcherniakhivsky), né le 13 novembre 1869 à Mazepyntsi, dans le Raïon de Vassylkiv, région de Kiev et mort le 22 décembre 1939 à Kiev,  est un biologiste, médecin, histologiste, lexicographe, philologue, linguiste et traducteur ukrainien. 

## Biographie
Alexandre Tcherniakhivski est diplômé de l'université de Kiev en 1893. Il était membre du cercle littéraire "Pléiades". 
À partir de 1918, il est professeur à l'Université nationale de médecine des Bogomolets. Il est l'organisateur de la section médicale de la Société scientifique ukrainienne de Kiev et premier président de l'Union panukrainienne des médecins ukrainiens, membre à part entière de la Société médicale nationale de Lviv. Il rejoint le Club ukrainien qui regroupe des intellectuels ukrainiens. 
En 1920, il est l'un des auteurs du dictionnaire russo-ukrainien publié à Kiev, Il est le créateur de la terminologie médicale ukrainienne. Lorsque les scientifiques ukrainiens ont commencé à organiser l'Académie ukrainienne des sciences, Alexandre Tcherniakhivski  est devenu l'un des premiers médecins de l'Académie et a organisé et dirigé la section médicale de l'Académie ukrainienne des sciences. Le Département des sciences naturelles faisait partie de l'Institut de la langue scientifique ukrainienne, Le Département historique et philologique de l'Académie ukrainienne des sciences, se composait de 9 sections (botanique, géologique, géographique, zoologique, mathématique, médicale, météorologique, physique, chimique). 
À partir de 1923, Alexandre Tcherniakhivski devint le président de la commission médicale de l'Institut de la langue scientifique ukrainienne. Il est à la base du développement de la terminologie médicale ukrainienne, il a préparé le premier Dictionnaire anatomique latin-ukrainien (Nomina anatomica). Le rapport de l'Académie panukrainienne des sciences indique : « La Commission médicale, dirigée par le Professeur Alexandre Tcherniakhivski, a traité des documents sur la terminologie médicale et traduit en ukrainien "Dictionnaire de la nomenclature anatomique basique internationale" qui devraient être publiés avec l'aide de la maison d'édition d'État au cours de l'année ». Le dictionnaire a été publié par le Département des sciences naturelles de l'Institut du langage scientifique de l'Académie ukrainienne des sciences en 1925.
Le professeur Alexandre Tcherniakhivski  publia des articles dans des revues scientifiques ukrainiennes et internationales. Il est reconnu par des scientifiques européens de premier plan, et reçoit les éloges pour ses recherches par son confrère Santiago Ramón y Cajal, directeur de l'Institut histologique de l'Université de Madrid et lauréat du Prix Nobel de physiologie ou médecine en 1906. Il a publié des travaux scientifiques sur des sujets médicaux dans les collections de la section de médecine naturelle de l'Université nationale de médecine, la collection de l'Université de Kiev, des revues scientifiques de Kiev et de Moscou. Il est l'auteur de brochures de vulgarisation pour la population. 
En 1930, Alexandre Tcherniakhivski et sa femme, Lioudmyla Starytska-Tcherniakhivska, sont accusés lors du procès de l'Union pour la libération de l'Ukraine. Ils seront libérés après plusieurs mois de détention.
De 1934 à 1938, il a travaillé à l'Institut de physiologie clinique de l'Académie des sciences de l'URSS et à l'Institut de biologie expérimentale et de pathologie du NKVD de l'URSS. Il a mené des recherches sur l'innervation des tumeurs malignes. Il a également étudié l'apparition précoce de l'oligodendroglie dans l'embryogenèse. 
Alexandre Tcherniakhivski meurt le 22 décembre 1939. il est enterré au cimetière Baïkov de Kiev.